# Lijst van voetbalinterlands Canada - Portugal
Deze lijst van voetbalinterlands is een overzicht van alle officiële voetbalwedstrijden tussen de nationale teams van Canada en Portugal. De landen speelden tot op heden twee keer tegen elkaar. De eerste ontmoeting, een vriendschappelijke wedstrijd, werd gespeeld op 26 januari 1995 in Toronto. Het laatste duel, eveneens een vriendschappelijke wedstrijd, vond plaats in Barcelos op 26 maart 2005.

## Wedstrijden
| № | Plaats   | Datum           | Competitie        | Wedstrijd         | Uitslag |
| - | -------- | --------------- | ----------------- | ----------------- | ------- |
| 1 | Toronto  | 26 januari 1995 | Vriendschappelijk | Canada – Portugal | 1 – 1   |
| 2 | Barcelos | 26 maart 2005   | Vriendschappelijk | Portugal – Canada | 4 – 1   |

## Samenvatting
| Competitie        | Totaal gespeeld | Winst Canada | Gelijk | Winst Portugal | Doelsaldo Canada – Portugal |
| ----------------- | --------------- | ------------ | ------ | -------------- | --------------------------- |
| Vriendschappelijk | 2               | 0            | 1      | 1              | 2 − 5                       |
| Totaal            | 2               | 0            | 1      | 1              | 2 − 5                       |

Wedstrijden bepaald door strafschoppen worden, in lijn met de FIFA, als een gelijkspel gerekend.

## Details

### Eerste ontmoeting
| Vriendschappelijk (Toronto, Canada, 26 januari 1995): |              | |
| Canada | 1 – 1        | Portugal |
| Alex Bunbury 82' | goals        | 10' António Folha |
| Bob Lenarduzzi | bondscoach   | António Oliveira |
| Pat Onstad Rudy Doliscat 46' Randy Samuel Mark Watson Iain Fraser 88' Geoff Aunger Fernando Aguiar Nick Dasovic Carlo Corrazzin 67' Paul Peschosolido Alex Bunbury | opstellingen | Neno Rui Bento Carlos Secretário Jorge Costa Paulo Madeira Nelo 62' Antônio Caetano 62' Vado Pedro Barbosa 89' António Folha 89' Ricardo Sá Pinto |
| Ian McLean 46' Eddie Berdusco 67' Ian Carter 88' | wissels      | 62' Paulo Alves 62' Calado 89' José Alberto Barroso 89' Tulipa                                                                                    |
| Paul Peschisolido 53' | gele kaarten | 26' Vado 74' Calado 79' Ricardo Sá Pinto |
| - Debuut van Tulipa (SC Salgueiros), José Alberto Barroso (Sporting Clube de Braga) en Calado (CF Estrela da Amadora) voor Portugal.                               |              | |